# SUNSET HILLS
『SUNSET HILLS』（サンセット・ヒルズ）は、日本のロックミュージシャンである柳ジョージが、1999年1月21日に日本クラウン / PANAMからリリースした15枚目のオリジナル・アルバムである。

## 解説
キャッチコピーは『デビュー30周年を迎え、Rock魂の叫びは、今なお、限りない力強さと優しさ、そして、計り知れないエネルギーに満ち溢れている。』。
1996年に発売された『BURNING』以来約3年ぶりとなるオリジナル・アルバムで、ユニバーサルビクターから日本クラウンのPANAMレーベルに移籍後初のオリジナル・アルバムで、デビュー30周年記念アルバムとしてリリースされた。

## 批評
| 専門評論家によるレビュー | 専門評論家によるレビュー |
| レビュー・スコア         | レビュー・スコア         |
| 出典                     | 評価                     |
| ------------------------ | ------------------------ |
| CDジャーナル             | 肯定的                   |

CDジャーナルは、「ギターも泣きのフレーズ連発しすぎ」と指摘しながらも、「ビールのCMでおなじみの『Always』をはじめ、歌謡ブルース・ロックとして完成の域に」と肯定的に評価している。

## 収録曲
| #         | タイトル               | 作詞                          | 作曲           | 編曲      | 時間  |
| --------- | ---------------------- | ----------------------------- | -------------- | --------- | ----- |
| 1.        | 「SHAKE IT UP」        | 工藤哲雄                      | 大槻啓之       | 大槻啓之  | 4:46  |
| 2.        | 「Blues For Lovers」   | 柳ジョージ                    | 柳ジョージ     | 大村憲司  | 4:31  |
| 3.        | 「Sunset Hills」       | トシ・スミカワ                | 増田俊郎       | 大村憲司  | 6:28  |
| 4.        | 「ever&Never」         | 山田ひろし                    | 鈴木キサブロー | 大槻啓之  | 4:20  |
| 5.        | 「Walk With Me」       | 山田ひろし                    | 柳ジョージ     | 岡沢敏夫  | 3:52  |
| 6.        | 「Always」             | 司紀力・MISUMI                | 樫原伸彦       | 樫原伸彦  | 4:41  |
| 7.        | 「One」                | 水政創史郎                    | 浅田直         | 土方隆行  | 5:14  |
| 8.        | 「The Shadow Of Time」 | 柳ジョージ                    | 柳ジョージ     | 土方隆行  | 5:03  |
| 9.        | 「Go for “The Dream”」 | - 海拓美 - 補作詞: 山田ひろし | 鈴木キサブロー | 土方隆行  | 4:52  |
| 10.       | 「Lazy Moon」          | トシ・スミカワ                | 増田俊郎       | 大村憲司  | 6:00  |
| 11.       | 「Money」              | 柳ジョージ                    | 柳ジョージ     | 大村憲司  | 4:12  |
| 合計時間: | 合計時間:              | 合計時間:                     | 合計時間:      | 合計時間: | 53:59 |

## 楽曲解説
1. SHAKE IT UP
2. Blues For Lovers
3. Sunset Hills
  - 1999年3月25日に、リミックスが施されたうえでシングルカットされた。
  - テレビ東京系『徳光和夫の情報スピリッツ・夫婦の肖像』テーマ曲
4. ever&Never
  - アルバムと同時発売されたシングル。
5. Walk With Me
6. Always
  - 先行シングル。
  - アサヒスーパードライ '98 CMソング[3]
7. One
  - シングル「ever&Never」のカップリング曲。
8. The Shadow Of Time
  - シングル「Always」のカップリング曲。
9. Go for “The Dream”
  - シングル「SUNSET HILLS/Go for “The Dream”」の2曲目。
  - テレビ朝日系プロ野球中継テーマ曲
10. Lazy Moon
11. Money

## 参加ミュージシャン
| SHAKE IT UP - Vocal : 柳ジョージ - Guitar & Programming : 大槻啓之 - Bass : 山内薫 - Drums : 河村“カースケ”智康 - Chorus : MISUMI Blues For Lovers - Vocal & Guitar : 柳ジョージ - Guitar : 大村憲司 - Bass : 小原礼 - Drums : 山木秀夫 - Keyboards : 田原音彦 - Manipulator : 梅崎俊春 - Chorus Arr. & Chorus : MISUMI Sunset Hills - Vocal & Guitar : 柳ジョージ - Guitar : 大村憲司 - Bass : 小原礼 - Drums : 沼澤尚 - Manipulator : 梅崎俊春 ever&Never - Vocal : 柳ジョージ - Guitar, Bass & Programming : 大槻啓之 - Drums : 河村“カースケ”智康 - Chorus : MISUMI Walk With Me - Vocal & Guitar : 柳ジョージ - Guitar, Bass & Programming : 岡沢敏夫 - Bass : 角田俊介 - Drums : 河村“カースケ”智康 - Organ & Piano : 相沢公夫 - Chorus : 深町栄, 岡沢敏夫, 遠藤ケロ Always - Vocal & Guitar : 柳ジョージ - Guitars : 梶原順 - Bass : 美久月千晴 - Drums : 江口信夫 - Keyboards : 樫原伸彦 - Manipulator : 田久保誓一 - Chorus : MISUMI | One - Vocal : 柳ジョージ - Guitar : 土方隆行 - Bass : 松原秀樹 - Drums : 渡嘉敷祐一 - Keyboards : 小野澤篤 - Manipulator : 鈴木“Taro”直樹 - Chorus Arr. & Chorus : 深町栄 - Chorus : 岡沢敏夫, 遠藤ケロ The Shadow Of Time - Vocal & Guitar : 柳ジョージ - Guitar : 土方隆行 - Bass : 美久月千晴 - Drums : 渡嘉敷祐一 - Keyboards : 小野澤篤 - Manipulator : 鈴木“Taro”直樹 - Chorus : 遠藤ケロ Go for “The Dream” - Vocal : 柳ジョージ - Guitar : 土方隆行 - Bass : 美久月千晴 - Drums : 渡嘉敷祐一 - Keyboards : 小野澤篤 - Manipulator : 鈴木“Taro”直樹 - Chorus : MISUMI Money - Vocal : 柳ジョージ - Guitar : 大村憲司 - Bass : 小原礼 - Drums : 山木秀夫 - Keyboards : 田原音彦 - Manipulator : 梅崎俊春 - Chorus Arr. & Chorus : MISUMI |